# Regawim
Regawim (hebr. רגבים) – kibuc położony w Samorządzie Regionu Menasze, w dystrykcie Hajfa, w Izraelu. Członek Ruchu Kibucowego (Ha-Tenu’a ha-Kibbucit).

## Położenie
Kibuc Regawim leży na południe od masywu Góry Karmel, w otoczeniu miasteczek Kafr Kara i Binjamina-Giwat Ada, kibucu Kefar Glikson, oraz moszawu Giwat Nili. Na wschód od kibucu znajduje się wojskowa baza szkoleniowa Sił Obronnych Izraela.

## Historia
Pierwotnie w miejscu tym znajdowała się arabska wioska Qannir (arab. قنْير). Podczas wojny domowej w Mandacie Palestyny (1947–1948) w wiosce stacjonował oddział Arabskiej Armii Wyzwoleńczej, który atakował pobliskie osiedla żydowskie. W dniach 22-25 kwietnia 1948 roku wioskę szturmowały żydowskie oddziały Hagany, które ostatecznie zdobyły Qannir. 9 maja 1948 roku do wioski wkroczyła Brygada Aleksandroni, która wysadziła w powietrze 55 domów. Prawdopodobnie wówczas wszyscy mieszkańcy wioski uciekli. Współczesny kibuc został założony w 1949 roku przez żydowskich imigrantów z Afryki Północnej i Włoch.

## Kultura i sport
W kibucu jest ośrodek kultury, basen pływacki i boisko do piłki nożnej.

## Gospodarka
Gospodarka kibucu opiera się na intensywnym rolnictwie i sadownictwie.

## Komunikacja
Na zachód od kibucu przebiega autostrada nr 6, brak jednak możliwości bezpośredniego wjazdu na nią. Z kibucu wyjeżdża się na zachód drogą nr 653, którą dojeżdża się do miasteczka Binjamina-Giwat Ada.